# 山田兼継
山田 兼継（やまだ かねつぐ、承元2年（1208年）? - ?）は、鎌倉時代前期の武士・僧。山田重継の長男。弟に重親、蓮仁（山田禅師）らがある。仮名は又太郎。

## 略歴
承久3年（1221年）、後鳥羽上皇が倒幕の兵を挙げると、当時14歳であった兼継も祖父重忠、父重継に従い上皇方として戦った（承久の乱）。この合戦で祖父は自害、父は幕府方に捕縛され殺害されたが、兼継は越後国に配流された。7年後に赦免され出家して津保山入道と号し、以後安らかな生涯を送ったという。これにより尾張山田氏の家督は次弟重親とその子の泰親の家系が継承した。